# Фабріціо Колонна
Фабріціо Колонна (італ. Fabrizio Colonna; бл. 1450 — 18 березня 1520) — італійський військовий діяч на службі Французького та Неаполітанського королівств, кондотьєр часів Італійських війн, 1-й герцог Паліано, маркіз Атесса, граф Альби, Маноппелло і Тальякоццо, барон Чивітелла Ровето. Засновник роду Колонна ді Паліано.

## Життєпис
Походив зі впливового римського аристократичного клану Колонна. П'ятий син Одоардо Колонна, графа Алби і Челано, кондоьтєра, та Філіппи Конті. Народився близько 1450 (за іншими відомостями 1452 або 1459) року. У 1463 році втратив батька. Разом з іншими молодшими братами його стали готувати до церковної кар'єри, надавши відповідну освіту. Підтримував гарні стосунки з королівським двором у Неаполі. У 1480 році зумів повернути собі графство Альба, яке захопив Вірджиніо Орсіні. У 1481 році брав участь у боях з османами, що захопили Отранто на півдні Італії. 1482 року у складі неаполітанського війська брав участь у битві біля Компо Морто проти папського війська на чолі з Вірджиніо Орсіні, де останній здобув рішучу перемогу. 1484 року після смерті папи римського Сікста IV Вірджиніо Орсінні за допомоги роду Ріаріо намагався знищити рід Колонна. Фабріціо успішно обороняв фортецю Марино, яку змушений був здати в обмін на життя свого брата протонотарія Лоренцо Оддоне. Невдовзі за заповітом померлого папи римського повернув собі сеньйорію Тальякоццо.
1485 року спільно зі стриєчним братом Просперо за наказом нового папи римського Інокентія VIII рушив на допомогу повсталим баронам в м. Аквіла, що боролися проти Неаполітанського королівства. 1488 року оженився на представниці роду Монтефельтро.
1495 року підтримав французьку армію на чолі із королем Карлом VIII, що вдерлася до Італії. Сприяв захопленню французами Неаполя. 1497 року сеньйорію Тальякоццо було піднесено до графської гідності. 1496 року перейшов на бік Федеріка Арагонського, що почав боротьбу проти Франції та її союзників. 1499 року призначається великим конетаблем Неполітанського королівства.
1501 року Фабріціо Колонна очолював оборону Капуї, але зазнав поразки від французьких військ на чолі із Беро Стюартом д'Обін'ї. потрапивши у полон. Пізніше викуплений королем Неаполю за 2 тис. дукатів. В свою чергу папа римський Олександр VI відлучив Фабріціо Колонна від церкви за підтримку Арагонської династії в боротьбі за Неаполь. Також було конфісковано усі володіння Колонна в Папській області. Лише у 1503 році папа римський Юлій II повернув Фабріціо Колонна його землі. Невдовзі Фернандо II, король Арагону, що став новим королем Неаполю, позбавив Фабріціо посади великого конетабля королівства. Того ж року в складі іспанського війська відзначився у битві біля Руво, Черіньйоле, Гарільяно. 1504 року Колонну було призначено командувачем іспанськими військами в Італії.
З 1508 року бав участь у війні Камбрейської ліги на боці Папської держави. 1511 року підписав угоду про мир між усіма римськими аристократичними родами, яку ініціював папа римський. 1512 року в складі папсько-іспанського війська разом з родичем Маркантоніо I Колонна на чолі кінноти звитяжив у битві під Равенною, але вони зазнали поразки від французької армії й Фабріціо потрапив у полон. Відмовившись переходити на службу до французького короля, невдовзі за цим за обміном повернувся до Риму. 1516 року новий неаполітанський король Карл Габсбург відновив Фабріціо Колона на посаді великого конетабля.
1519 року стає графом Манопелло. Згодом стає герцогом Паліано. Помер 1520 року.

## Родина
Дружина — Агнесіна, донька Федеріко да Монтефельтро, герцога Урбіно
Діти:
- Вітторіа (1490—1547), дружина Фернандо д'Авалос, віце-короля Сицилії
- Федеріго (1497—1516)
- Асканіо (1500—1557), 2-й герцог Паліано, батько Маркантоніо Колонни
- Фердинандо (д/н—1516)
- Камілло
- Марчелло
- Шьярра (1500—1532)
- Беатріче